# Nathan den vise

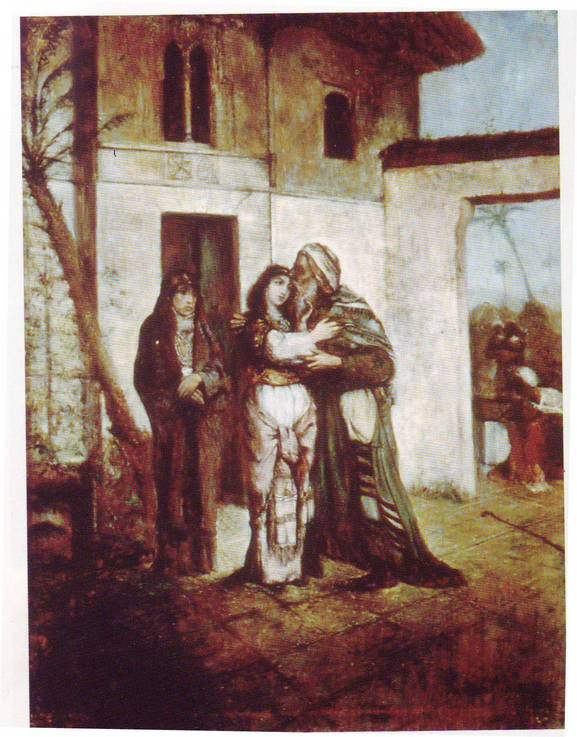
Recha begrüßt ihren Vater (Recha välkomnar sin far) målad 1877 av Maurycy Gottlieb

Nathan den vise (tyska Nathan der Weise) räknas som ett av den tyska upplysningsfilosofen och dramatikern Gotthold Ephraim Lessings huvudverk, och är ett mäktigt idédrama i fem akter om religiös tolerans. Det utkom 1779 och uppfördes första gången 14 april 1783 i Berlin.
Handlingen är förlagd till Jerusalem 1192 under Tredje korståget, och skildrar hur den vise judiske köpmannen Nathan, den upplyste sultan Saladin och en (först anonym) tempelriddare bygger broar mellan judendom, islam och kristendom. De centrala temana är vänskap, tolerans, religiös relativism, avvisande av mirakel och nödvändigheten av kommunikation.
Figuren Nathan är i hög grad baserad på Lessings livslånga vän, filosofen Moses Mendelssohn. I likhet med Nathan den vise och Saladin, som Lessing låter möta varandra över ett parti schack, delade de sin kärlek till detta spel.
Dramat var inte okontroversielt i kyrkliga kretsar i sin samtid, och blev senare förbjudet av nazisterna.